# Hanns Kerrl
Hanns Kerrl (11 de diciembre de 1887 - 15 de diciembre de 1941) fue un político nacionalsocialista alemán. Su puesto más destacado, desde julio de 1935, fue el del Reichsminister de Asuntos Eclesiásticos. También fue presidente del Landtag prusiano (1932-1934) y jefe del   Zweckverband Reichsparteitag Nürnber  y, como tal, editó varios anuarios de los Congresos de Núremberg.

## Biografía

### Primeros años
Kerrl nació en una familia protestante en Fallersleben; Su padre era director de una escuela dominical. Hanns Kerrl se unió al Partido Nacionalsocialista Obrero Alemán (NSDAP) en 1923 y poco después entró en política regional. 

### Carrera política
El 17 de junio de 1934 se convirtió en Reichsminister sin cartera. Al año siguiente, el 16 de julio de 1935, fue nombrado Reichsminister für die kirchlichen Angelegenheiten (Ministro de Asuntos Eclesiásticos del Reich), para dirigir un ministerio recién creado. Por un lado, se suponía que Kerrl mediaría entre aquellos líderes nacionalsocialistas que odiaban el cristianismo (por ejemplo, Heinrich Himmler) y las propias iglesias y enfatizaría el aspecto religioso de la ideología nacionalsocialista. Por otro lado, en sintonía con la política del Gleichschaltung, el trabajo de Kerrl era subyugar a las iglesias: someter a las diversas denominaciones y sus líderes y subordinarlos a los objetivos más importantes decididos por el Führer, Adolf Hitler. De hecho, Kerrl había sido nombrado después de que Ludwig Müller no hubiera logrado que los protestantes se unieran en una "Iglesia del Reich". 
Kerrl fue considerado uno de los nacionalsocialistas más suaves. Sin embargo, en un discurso ante varios líderes eclesiásticos en 1935, reveló la creciente hostilidad del régimen hacia la iglesia cuando declaró: "El Cristianismo positivo es el nacionalsocialismo". También presionó a la mayoría de los pastores protestantes para que juraran lealtad a Hitler. 
Gregory Munro (Universidad Católica Australiana, Brisbane) afirma que "Kerrl fue el único ministro con un compromiso explícito de alcanzar una síntesis entre el nacionalsocialismo y el cristianismo. Para gran ira de los principales nacionalsocialistas, Kerrl sostuvo que el cristianismo proporcionó una base esencial para la ideología y que las dos fuerzas tuvieron que reconciliarse. En el corto plazo, al menos, parece que Hitler esperaba recuperar la iniciativa en la Lucha de la Iglesia volviendo a la política oficial de neutralidad del NSDAP. Los documentos disponibles sugieren que Hitler temporizó entre dos enfoques a la cuestión de las Iglesias. Por un lado, los elementos radicales predominantes en el Partido querían reducir la influencia clerical en la sociedad alemana lo más rápido posible, y por la fuerza si fuera necesario. Por otro lado, Hitler claramente tenía mucho que ganar de cualquier posible arreglo pacífico por el cual las Iglesias darían al menos un reconocimiento implícito de la supremacía de la ideología nacionalsocialista en el ámbito público y se limitarían únicamente a sus asuntos internos.[cita requerida]
"En 1935 Kerrl obtuvo algunos éxitos iniciales en la reconciliación de las diferentes partes en La lucha de la Iglesia. Sin embargo, en la segunda mitad de 1936, su posición se vio claramente socavada por la hostilidad del NSDAP y por la negativa de las iglesias a trabajar con un organismo gubernamental que consideraban cautivo o títere del partido. Hitler gradualmente adoptó una postura más intransigente e intolerante, probablemente bajo la creciente influencia de ideólogos como Bormann, Rosenberg y Himmler, que se mostraban reacios a considerar cualquier idea de que la nueva Alemania tuviera una base cristiana incluso en forma simbólica."
Cada vez más marginado por Hitler, que ni siquiera le concedió una conversación personal, Kerrl se volvió desesperado y amargado. Ministro completamente impotente, murió en el cargo el 15 de diciembre de 1941, a los 54 años. Fue sucedido por Hermann Muhs.

### Personalidad
El diplomático estadounidense William Russell escribió en sus memorias (Embajada de Berlín) que Kerrl frecuentaba "inmersiones en Berlín" y bares "hasta altas horas de la madrugada".

### Trivia
Kerrl llamó una vez a Hitler el "Jesucristo de Alemania".